# Сересінос-дель-Каррісаль
Сересінос-дель-Каррісаль (ісп. Cerecinos del Carrizal) — муніципалітет в Іспанії, у складі автономної спільноти Кастилія-і-Леон, у провінції Самора. Населення — 137 осіб (2010).
Муніципалітет розташований на відстані близько 220 км на північний захід від Мадрида, 21 км на північ від Самори.

## Демографія
Динаміка населення (INE ):